# Andrej Mitrović
Andrej Mitrović (* 17. April 1937 in Kragujevac; † 26. August 2013 in Belgrad) war ein jugoslawischer bzw. serbischer Historiker.

## Leben
Mitrović studierte an der Universität Belgrad Geschichte und promovierte auch dort. Ab 1980 lehrte er dort als ordentlicher Professor. Er leitete bis zu seiner Emeritierung das Seminar für Neuere Geschichte an der Universität Belgrad. Er lebte in Belgrad. Seine Forschungsschwerpunkte waren die Geschichte des Balkans und Jugoslawiens und ihre Zusammenhänge mit der Geschichte Europas.
Er war von 1999 bis 2002 Vorsitzender des Wissenschaftlichen Beirats der deutsch-serbischen Michael-Zikic-Stiftung mit Sitz in Bonn. In dieser Zeit war er auch Vorstandsmitglied der Zikic-Stiftung, seit 2005 war er Ehrenvorsitzender der Stiftung.

## Auszeichnungen
Mitrovic war Stipendiat der Alexander von Humboldt-Stiftung und seit 1988 korrespondierendes Mitglied der Serbischen Akademie der Wissenschaften und Künste.

## Schriften (Auswahl)
- Jugoslawien auf der Friedenskonferenz 1919–1920, Belgrad 1969
- Die Zeit der Intoleranz 1919–1939, Belgrad 1974
- Das Historische im Zauberberg. Ein interdisziplinärer Versuch, Belgrad 1977
- Faschismus und Nazismus, Belgrad 1979
- Der Durchbruch auf dem Balkan. Serbien in den Kriegsplänen Österreich-Ungarns und des Deutschen Kaiserreiches 1908–1918, Belgrad 1981
- Serbien im Ersten Weltkrieg, Belgrad 1984
- Aufständische Kämpfe in Serbien 1916–1918, Belgrad 1987
- Das Engagierte und Schöne. Kunst zwischen den zwei Weltkriegen, Belgrad 1987
- Diskussion mit Klio über Geschichte, über das historische Gewissen und die Historiographie, Sarajevo 1991
- Der Aufstand von Toplica. Seine Rolle in der serbischen Geschichte, Belgrad 1993
- Fremde Banken in Serbien 1916–1918: Politik, Fortschritt, europäische Rahmen, Belgrad 2004